# Біле Ікло (фільм, 1991)
«Бі́ле І́кло» (англ. White Fang) — американський кінофільм за мотивами однойменної повісті Джека Лондона. Фільм зібрав у прокаті 34,4 млн. доларів.
Фільм має продовження — «Біле Ікло 2: Легенда про білого вовка».

## Сюжет
Головний герой фільму — вовк Біле Ікло. Його знайшов золотошукач Джек Конрой, який мандрував разом зі своїми друзями — Алексом Ларсеном та Сканкером по Алясці поблизу річки Юкон. Біле Ікло став для Джека вірним другом.Підчас подорожі помер один із Джекових друзів- Сканкер.Вовки загризли його насмерть.

## В ролях
- Клаус Марія Брандауер — Алекс Ларсон
- Ітан Гоук — Джек Конрой
- Сеймур Кессел — Сканкер
- Сюзен Гоґен — Белинда Кейсі
- Джеймс Ремар — Б'юті Сміт
- Білл Мослі — Люк
- Клінт Юнгрин — Тінкер